# Ceralocyna nigricollis
Ceralocyna nigricollis là một loài bọ cánh cứng trong họ Cerambycidae.